# Heinz Nixdorf MuseumsForum
L'Heinz Nixdorf MuseumsForum (HNF) di Paderborn, in Germania, è uno dei più grandi museo di computer del mondo. Prende il nome dal pioniere dei computer e imprenditore di Paderborn Heinz Nixdorf.

## Storia
Nel 1977, Heinz Nixdorf ricevette numerosi donazioni sotto forma di macchine da ufficio storiche in occasione delle celebrazioni per l'anniversario dei 25 anni dell'azienda Nixdorf Computer AG, il che gli diede l'idea di ampliare le collezioni per dare vita ad un museo permanente di computer. L'idea del museo si concretizzò nel 1983/1984 attraverso alcuni acquisti con il supporto dell'esperto di macchine per ufficio Owe Breker di Colonia. Nel 1985 l'imprenditore fece elaborare il suo primo concept espositivo dal Prof. Ludwig Thürmer e i suoi soci, ma era ancora indeciso sul luogo. Nel 1986 Heinz Nixdorf morì inaspettatamente. Il dipendente di Nixdorf, Willi Lenz, anche lui membro del gruppo di lavoro "Computermuseum", ebbe l'idea di un museo e dopo una discussione con 'amministrazione della città di Paderborn, nel 1990 ottenne una delibera positiva del consiglio comunale per istituirlo.
Tra il 1992 e il 1996, l'HNF è stato progettato e costruito nei locali dell'ex sede della Nixdorf Computer AG dagli architetti berlinesi Ludwig Thürmer e Gerhard Diel e da un team scientifico guidato dal matematico Norbert Ryska. Alla presenza dell'allora Cancelliere federale Helmut Kohl, il museo è stato inaugurato il 24 ottobre 1996.
Ha una media di oltre 110.000 visitatori all'anno. L'istituzione è supportata dalla Fondazione Westfalia e dalla Fondazione Heinz Nixdorf, formata dalla tenuta di Heinz Nixdorf.

## Esposizione

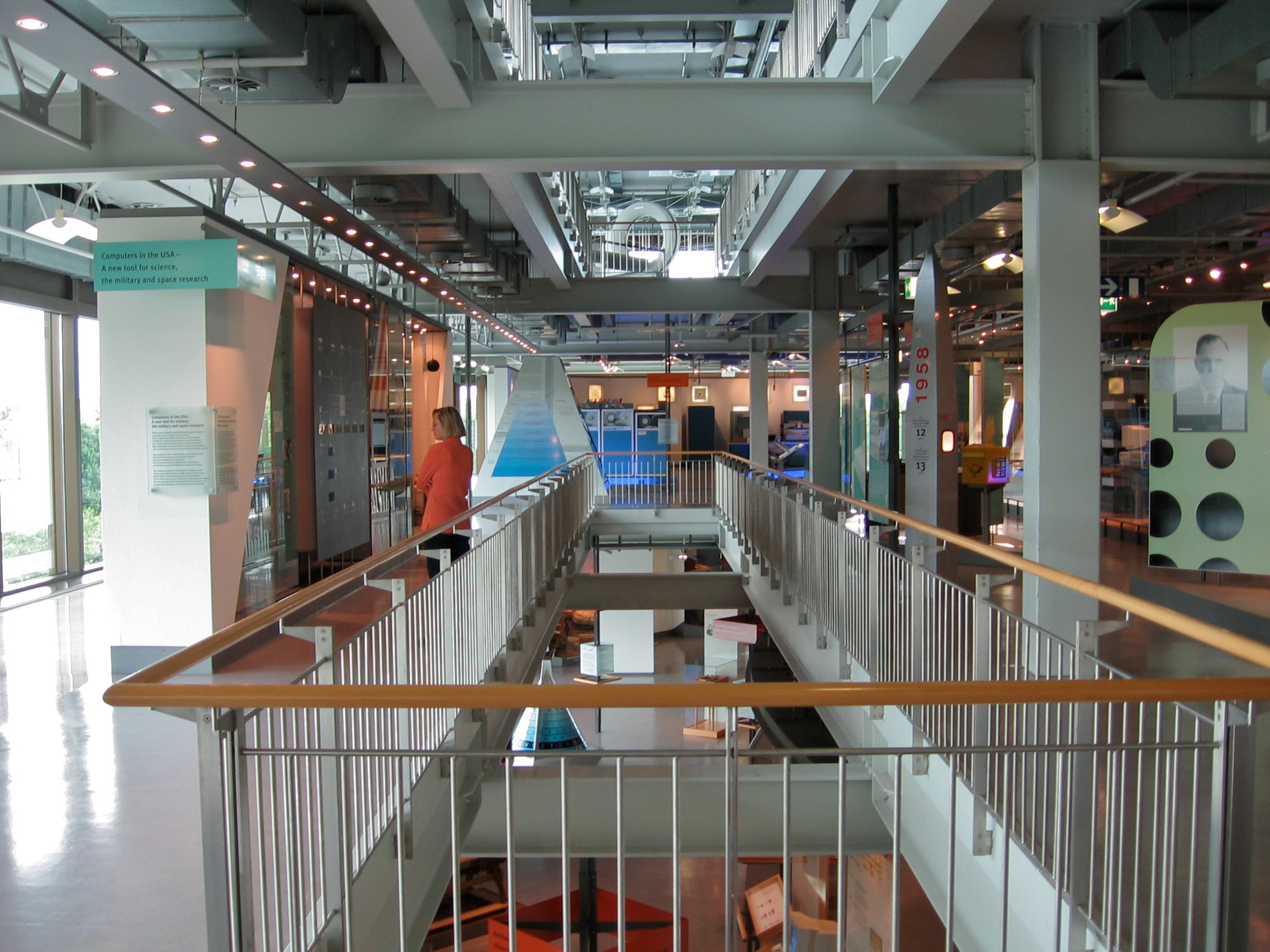
Veduta interna del museo

Nel suo spazio espositivo permanente, il museo presenta 5.000 anni di tecnologie dell'informazione e della comunicazione (TIC). In un viaggio storico nel tempo, la storia viene presentata dall'origine della scrittura in Mesopotamia intorno al 3000 aC fino ad argomenti di attualità come Internet, l'intelligenza artificiale e la robotica. Nei 6.000 mq a disposizione si possono ammirare più di 5.000 reperti, organizzati su due piani. Il museo conserva circa 25.000 oggetti in totale. Alcuni oggetti museali sono disponibili per l'accesso tramite un database online.